# Maximiliane
Maximiliane ist ein weiblicher Vorname, eine weibliche Form zu Maximilian. 

## Namenstag / Heiligengedenktag
Der 8. November wurde dem Namen Maximiliane zugeordnet. Welche Namensträgerin damit gewürdigt wurde, muss noch ermittelt werden.

## Bekannte Namensträgerinnen
- Maximiliane Ackers, deutsche Drehbuchautorin und Schauspielerin
- Maximiliane Bleibtreu (1870–1923), österreichische Theaterschauspielerin
- Maximiliane von Blittersdorf (1802–1861), deutsche Pianistin
- Maximiliane Borzaga (1806–1837),  Münchener Schönheit italienischer Herkunft, deren Porträt in die Schönheitengalerie des bayerischen Königs Ludwig I. aufgenommen wurde
- Maximiliane Häcke (* 1988), deutsche Synchronsprecherin
- Maximiliane Kriechbaum (* 1954), deutsche Rechtswissenschaftlerin
- Maximiliane von La Roche (1756–1793), Vorbild für die Lotte in Goethes Werther
- Maximiliane von Oriola, deutsche Salonière, älteste Tochter von Bettina und Achim von Arnim
- Maximiliane Rall (* 1993), deutsche Fußballspielerin
- Maximiliane Sontoneff (* vor 1880; † 1905), deutsche Theaterdirektorin und Schriftstellerin
- Maximiliane von Weißenthurn (1851–1931), österreichische Schriftstellerin, Essayistin und Übersetzerin
- Maximiliane Wilkesmann (* 1975), deutsche Soziologin und Professorin für Arbeits- und Organisationssoziologie

### In der Literatur
- Maximiliane von Quindt, Hauptfigur in der Poenichen-Trilogie (Jauche und Levkojen, Nirgendwo ist Poenichen, Die Quints) von Christine Brückner

## Varianten
- Maxa
- Maxene
- Maxi/Maxie
- Maxilie
- Maxima
- Maxime
- Maximiliana
- Maximilienne
- Maxine